# 温田駅
温田駅（ぬくたえき）は、長野県下伊那郡泰阜村温田にある、東海旅客鉄道（JR東海）飯田線の駅である。
特急「伊那路」は、正月・盆のみの臨時停車だったが、2005年から通年停車となった。

## 歴史
- 1935年（昭和10年）11月15日：三信鉄道が門島駅から延伸した際の終着駅として開設[2][1][3]。一般駅[2]。
- 1936年（昭和11年）4月26日：三信鉄道が満島駅（現・平岡駅）まで延伸し、途中駅となる[3]。
- 1943年（昭和18年）8月1日：三信鉄道線が飯田線の一部として国有化、運輸通信省（後の日本国有鉄道）の駅となる[2][3]。
- 1984年（昭和59年）
  - 1月16日：貨物取扱廃止（旅客駅化）[2]。
  - 2月24日：飯田線南部CTC化に伴い、業務委託駅化。
- 1985年（昭和60年）3月14日：荷物扱い廃止[2]。
- 1987年（昭和62年）4月1日：国鉄分割民営化に伴い、JR東海の駅となる[2][3]。
- 1998年（平成10年）3月31日：無人駅化。
- 2003年（平成15年）6月2日：駅舎を農協に貸与開始。
- 2005年（平成17年）10月1日：特急「伊那路」が通年停車となる[1]。
- 2013年（平成25年）
  - 9月：台風18号の影響により、平岡駅 - 天竜峡駅間は運休となり、バスによる代行輸送となる。また、当駅に停車する特急「伊那路」は全区間で運休となる。
  - 10月10日：天竜峡駅 - 平岡駅間及び特急「伊那路」運転再開。

## 駅構造
島式ホーム1面2線を有する地上駅。天竜峡方に、駅舎とホームを結ぶ構内踏切がある。
飯田駅管理の無人駅。下り線側にある駅舎は、JAみなみ信州に貸与されている。

### のりば
kak
| 番線 | 路線      | 方向 | 行先               |
| ---- | --------- | ---- | ------------------ |
| 1    | CD 飯田線 | 下り | 天竜峡・飯田方面   |
| 2    | CD 飯田線 | 上り | 中部天竜・豊橋方面 |

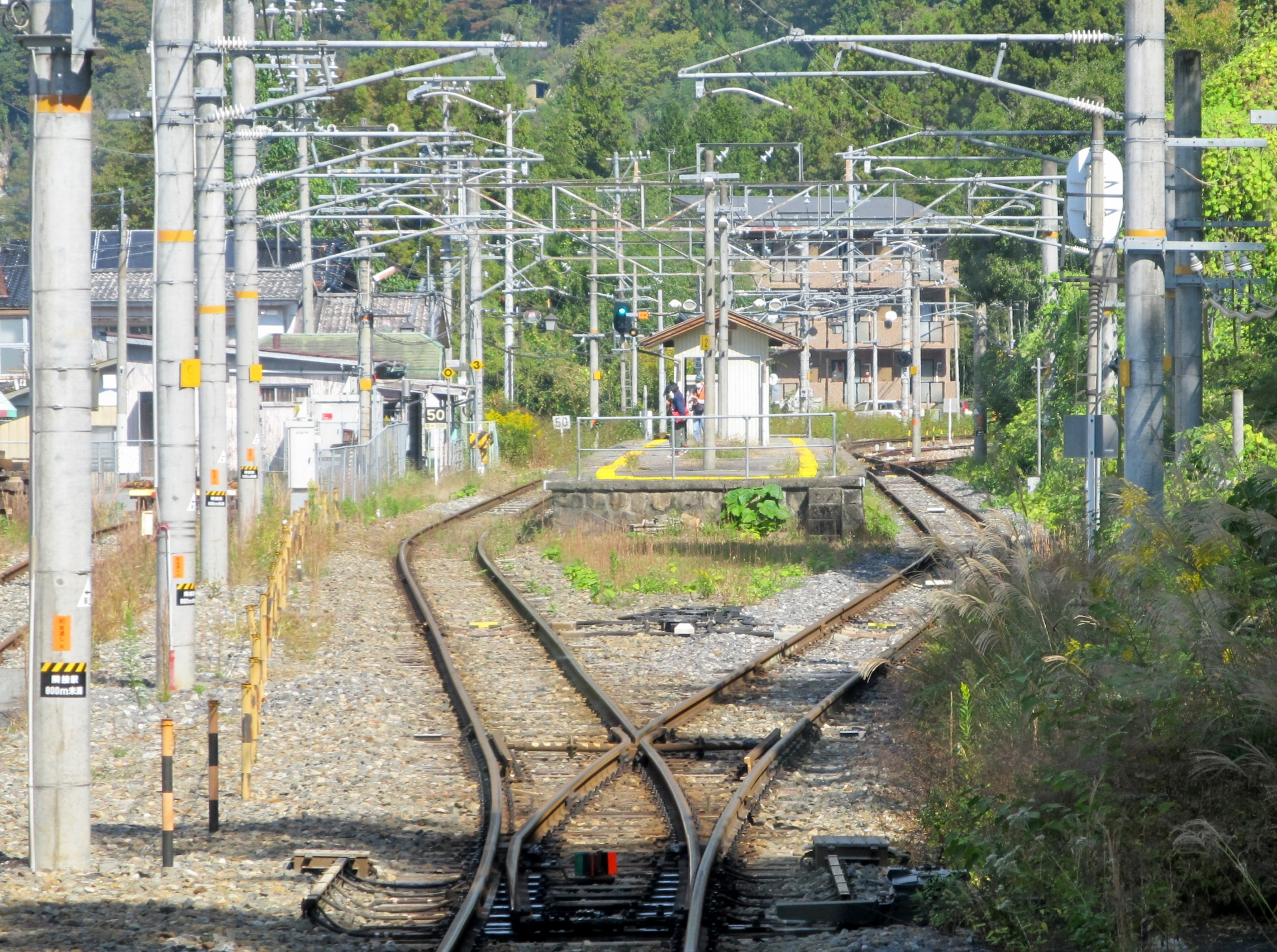
駅構内（2022年10月）
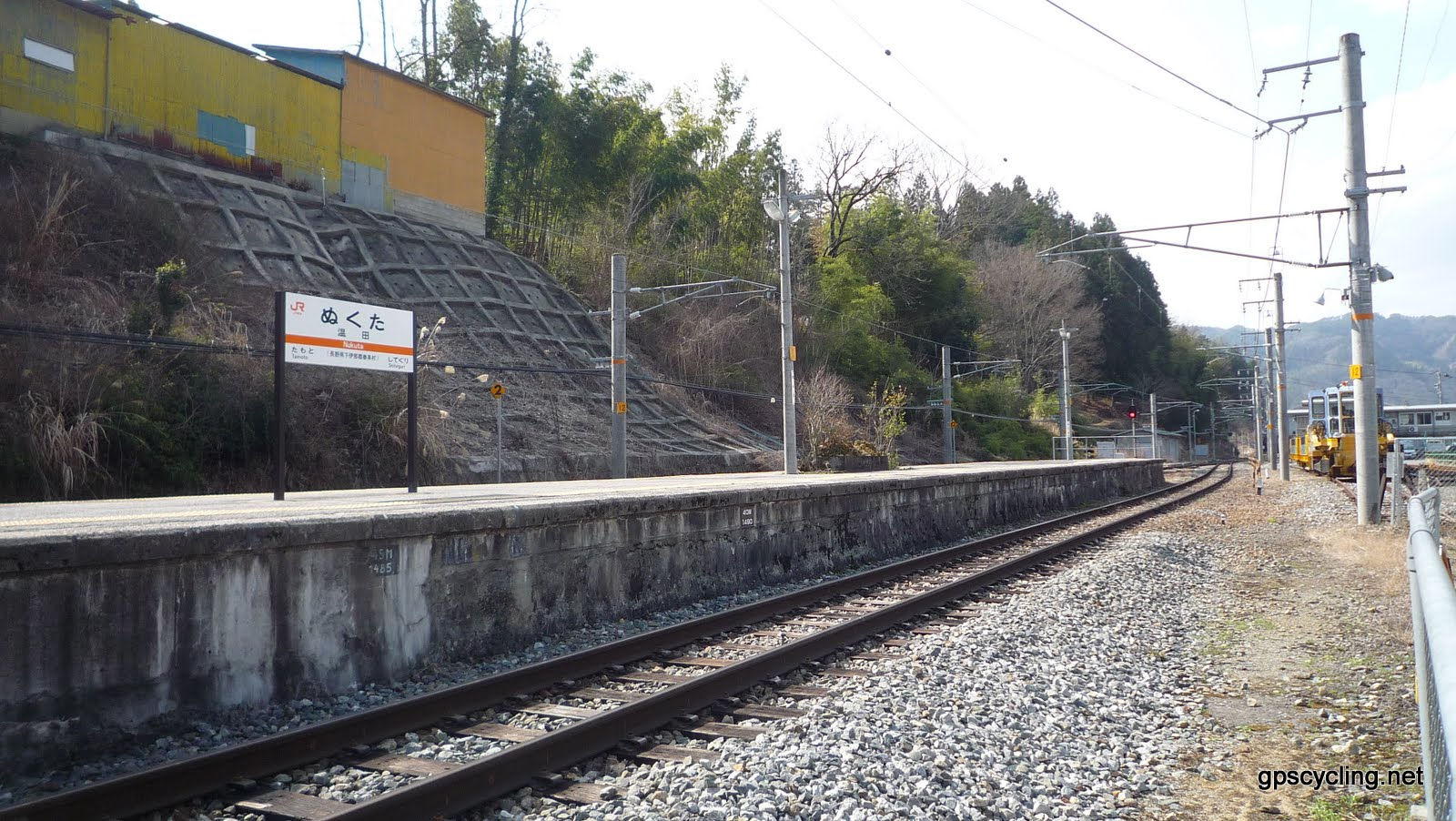
ホーム（2009年3月）

## 利用状況
「長野県統計書」によると、1日平均の乗車人員は以下の通りである。
- 2007年度 - 302人[1]
- 2009年度 - 258人[1]
- 2010年度 - 256人
- 2011年度 - 273人
- 2012年度 - 267人
- 2013年度 - 257人
- 2014年度 - 237人
- 2015年度 - 253人
- 2016年度 - 247人[5]
- 2017年度 - 258人[6]
- 2018年度 - 225人[7]

## 駅周辺
駅は泰阜村に所在するが、阿南町中心部への路線バスが発着し、実質阿南町の玄関口である。阿南高校の最寄駅で、生徒の利用が多い。
- 天竜川
- 阿南警察署[1]
- 長野県立阿南病院[1]
- 泰阜村役場南支所[1]
- 温田郵便局
- 阿南高校[1]
- 南宮峡[1]
- 万古渓谷[1]
- 南宮温泉
- 南宮神社 - 国の選択無形民俗文化財「下伊那のかけ踊」の一つ[8]であり、県の指定無形民俗文化財[9]でもある榑木踊り会場となる。毎年8月に行なわれる。昔は、天竜川の中央に「南宮」と呼ばれる緑豊かな島があり、そこにあった。島の森の中には、諏訪社のお使いのヘビが棲んでいた。また境内に漆千本と朱千本が埋蔵されていると言う伝承があり、「朝日差し、夕日輝く木の下」にあると伝えられていた[10]。

## バス路線
- 阿南町南部公共バス
  - 飯田市飯田病院行
  - 売木村こまどりの湯行

## 隣の駅
東海旅客鉄道（JR東海）
CD 飯田線
- 特急「伊那路」停車駅

■快速（上りのみ運転）・■普通
平岡駅 - 為栗駅（※） - 温田駅 - 田本駅（※） - 門島駅
※普通列車の一部は為栗駅と田本駅に停車しない。
※ 1943年（昭和18年）7月31日まで、為栗駅との間に我科駅が存在した。